# Emanuel Nguyễn Văn Triệu
Św. Emanuel Nguyễn Văn Triệu (wiet. Emanuen Nguyễn Văn Triệu) (ur. 1756 r. w Hue w Wietnamie – zm. 17 września 1798 r. w Sajgonie w Wietnamie) – ksiądz, męczennik, święty Kościoła katolickiego.
Emanuel Nguyễn Văn Triệu został osierocony przez ojca w młodym wieku i mieszkał z matką w Hue. W 1771 r. wstąpił do wojska. Gdy miał 30 lat postanowił opuścić wojsko. Najpierw trafił pod opiekę jezuitów w Hanoi, później został wysłany do seminarium. W 1793 r. przyjął święcenia kapłańskie.
W sierpniu 1798 r. wydano królewski edykt przeciwko katolikom i rozpoczęły się prześladowania religijne. Emanuel Nguyễn Văn Triệu został aresztowany w lipcu 1798 r. Wielokrotnie stawał przed sądem i był torturowany. Stracono go 17 września 1798 r.
Dzień wspomnienia: 24 listopada w grupie 117 męczenników wietnamskich.
Beatyfikowany 27 maja 1900 r. przez Leona XIII. Kanonizowany przez Jana Pawła II 19 czerwca 1988 r. w grupie 117 męczenników wietnamskich.